# Baingoin
Baingoin (en tibetano, བྲང་ཁོག་མཚོ; wylie, brang khog mtsho; en chino, 班戈县; pinyin, Bāngē xiàn léase Ban-Qo)  es un condado bajo la administración directa de la Prefectura Nagqu en la Región autónoma del Tíbet, República Popular China. Su área es 28 435 km² y su población total para 2010 fue más de 36 mil habitantes.

## Administración
El condado de Baingoin se divide en 10 pueblos que se administran en 4 poblados y 6 villas.